# 河南工业职业技术学院
河南工业职业技术学院，简称“河南工院”，是一所位于中华人民共和国河南省南阳市的高职院校。前身是中华人民共和国第五机械工业部与1973年10月24日在济源创建的五三一机械工业学校，1978年更名为中原机械工业学校，1979年由济源县搬迁到南阳市，2001年升格为高等职业技术学院，并于同年更名为河南工业职业技术学院。2010年被河南省政府确定为“重点支持建设的示范性高职院校”，被教育部、财政部确定为“国家骨干高职院校立项建设单位”，被人力资源和社会保障部授予“国家技能人才培育突出贡献奖”。